# 格萊里奇河 (普夫賴姆德河支流)
49°30′52″N 12°15′31″E / 49.51455°N 12.25867°E
格萊里奇河是德國的河流，位於該國東南部，由巴伐利亞負責管轄，屬於普夫賴姆德河的左支流，河道全長9.9公里，流域面積28.8平方公里。